# Gora Chistaja
Gora Chistaja (englische Transkription von russisch Гора Чистая Gora Tschistaja, deutsch ‚Sauberer Berg‘) ist ein Nunatak im ostantarktischen Mac-Robertson-Land. Er ragt unmittelbar westlich der Barkell-Plattform am nördlichen Ende des Mawson Escarpment auf.
Russische Wissenschaftler benannten ihn.